# Kirengeshoma
Genre
Kirengeshoma est un genre de plantes de la famille des Hydrangeaceae.

## Liste d'espèces
Selon Catalogue of Life (7 août 2014) et GRIN (7 août 2014) :
- Kirengeshoma palmata Yatabe

Selon Tropicos (7 août 2014) (Attention liste brute contenant possiblement des synonymes) :
- Kirengeshoma koreana Nakai
- Kirengeshoma palmata Yatabe